# Doeringova–LaFlammeova syntéza allenů
Doeringova–LaFlammeova syntéza allenů je organická reakce přeměňující alkeny na alleny připojením atomu uhlíku.
 Je pojmenována po Williamu von Eggers Doeringovi a jeho spolupracovníkovi, kteří ji první popsali.
Reakce probíhá ve dvou krocích. V prvním reaguje alken s dichlorkarbenem nebo dibromkarbenem za vzniku dihalocyklopropanu. Tento meziprodukt je poté redukován kovem (například sodíkem či hořčíkem) nebo organolithným činidlem; oba postupy vedou k záměně kovu a halogenu za tvorby gem-dihalogenovaného uhlíku na 1-metalo-1-halogencyklopropanu, jenž prochází α-eliminací halogenidu kovu a (přinejmenším formálně) elektrocyklickým otevíráním kruhu, vytvářejícím allen. U této reakce bylo zkoumáno několik možných mechanismů elektrocyklického kroku.
Při studii reakcí s enantiomerně obohacenými substituovanými cyklopropylovými Grignardovými činidly se vytvářely alleny s vysokými enantiospecifitami; takový průběh naznačuje soustředěný mechanismus.
Podobně byla při výpočetní studii reakce bromlithiocyklopropanu zjištěna převaha soustředěného mechanismu; tvorba cyklopropylidenového karbenu se ukázala jako nepravděpodobná, ačkoli se předpokládá odštěpení LiBr (zhruba současně se štěpením vazeb C–C a před tvorbou ortogonálních vazeb pí u allenu).